# Зинар Михайло Опанасович
Михайло Опанасович Зинар (9 травня 1951, Гвоздавка Перша — 4 лютого 2021) - український, раніше радянський, шаховий композитор та теоретик ендшпіля. Відомий в основному своїми пішаковими етюдами. Майстер спорту СРСР (1987).
Всього склав близько 200 етюдів, близько 20 зайняли високі місця на радянських. українських та міжнародних конкурсах. Опублікував більше 50 статей з питань шахової композиції. Постійний автор журналу «Проблеміст України». Сергій Ткаченко, заслужений майстер спорту СРСР по шахам, у своїй книзі назвав Михайла Зинара «королем пішакового етюду».

## Спортивні досягнення
| Рік  | Конкурс                                          | Результат                              |
| ---- | ------------------------------------------------ | -------------------------------------- |
| 1977 | Журнал «Шахматы в СССР»                          | Спеціальний приз                       |
| 1978 | Журнал «Thimes-64»                               | Третій приз                            |
| 1978 | Бюллетень ЦШК СССР,                              | Третій приз                            |
| 1980 | Журнал «Шахматы в СССР»                          | Спеціальний похвальний відгук          |
| 1981 | Журнал «Шахматы в СССР»                          | Перший спеціальний приз                |
| 1982 | Ювілейний конкурс на честь 1500-ліття Києва      | Перше-друге місця                      |
| 1982 | «64 — Шахматное обозрение»                       | Перший приз                            |
| 1982 | «L'Italia Scacchistica»                          | Спеціальний приз                       |
| 1982 | «Рыбак Приморья»                                 | 1-й почесний відгук                    |
| 1983 | Журнал «Шахматы в СССР»                          | Спеціальний почесний відгук            |
| 1983 | Московський конкурс                              | Другий приз                            |
| 1984 | Журнал «Шахматы в СССР»                          | Спеціальний похвальний відгук          |
| 1985 | Газета «Волжская заря»                           | Другий приз                            |
| 1986 | «Молодой ленинец» (Курган)                       | Спеціальний приз                       |
| 1989 | Журнал «Шахматы в СССР»                          | 1-й почесний відгук                    |
| 2012 | Ювілейний конкурс «Станіслав Білоконь-75»        | Спец. приз (разом х В. Аберманом, США) |
| 2012 | Командна першість України                        | 6—7 місця                              |
| 2015 | Ювілейний конкурс «Альберту Белявскому - 80 лет» | 5-й спеціальний приз                   |

## Публікації
- Зинар М., Арчаков В. Гармония пешечного этюда. — Киев: Радянська школа, 1990. — (Когда сделаны уроки). — ISBN 5-330-00853-0.